# Anda Géza
Anda Géza (Budapest, 1921. november 19. – Zürich, 1976. június 14.) magyar zongoraművész, zenepedagógus.

## Életpályája

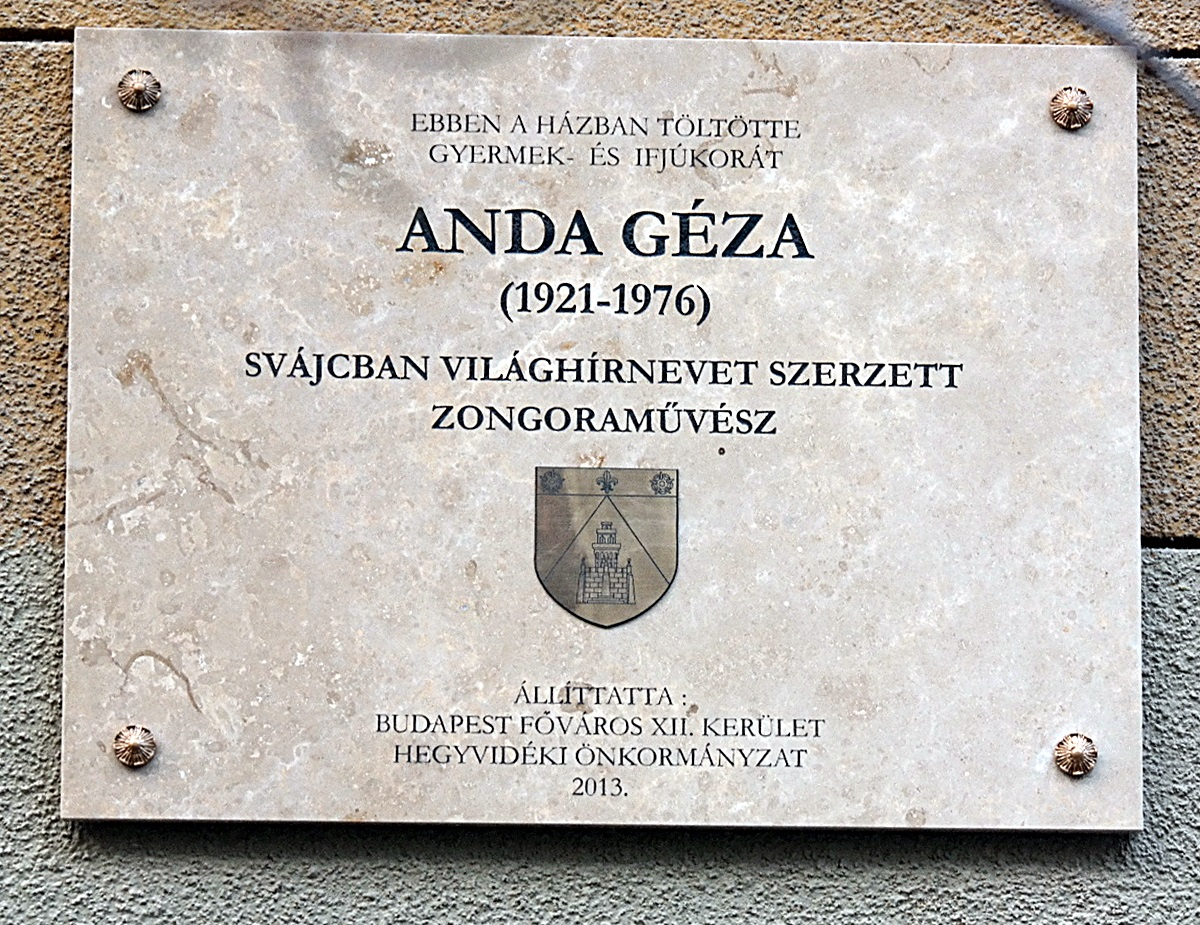
Emléktáblája
XII. kerület, Tarcsay Vilmos utca 19.

Zongoratanulmányait 12 évesen kezdte, tanárai Stefániai Imre, Hegyi Emánuel és Keéri-Szántó Imre voltak. 1939 és 1941 között Dohnányi Ernő tanítványa volt. A nagyközönség előtt 1939-ben, 18 évesen mutatkozott be Budapesten, Willem Mengelberg vezényletével Brahms B-dúr zongoraversenyével. 1943-ban Svájcba költözött, feladva a Wilhelm Furtwängler vezette Berlini Filharmonikus Zenekar szólistaposztját. 1955-ben svájci állampolgárságot nyert, és rendszeresen tartott mesterkurzusokat Zürichben és Luzernben is. Nemzetközi karrierje 1947-től kezdett kibontakozni, előbb a virtuóz romantikus zongorairodalom, később pedig Bartók műveinek specialistájaként vált elismertté. Hangversenyein főleg Beethoven, Liszt, Schumann, Grieg, Brahms, Csajkovszkij és Rachmaninov műveit játszotta, később Bartók Béla munkáinak avatott tolmácsolója lett.

## Magánélete
Feleségül vette Hortense Bührlét, Emil Georg Bührle, a Werkzeugmaschinenfabrik Oerlikon, Bührle & Co. tulajdonosa és műgyűjtő lányát.
Utolsó koncertjét 1976. június 1-jén tartotta Innsbruckban. 54 és fél éves korában, nyelőcsőrák következtében, Zürichben hunyt el.

## Emlékezete
Emlékére Zürichben háromévente nemzetközi zongoristaversenyt rendeznek.